# 렌츠의 법칙

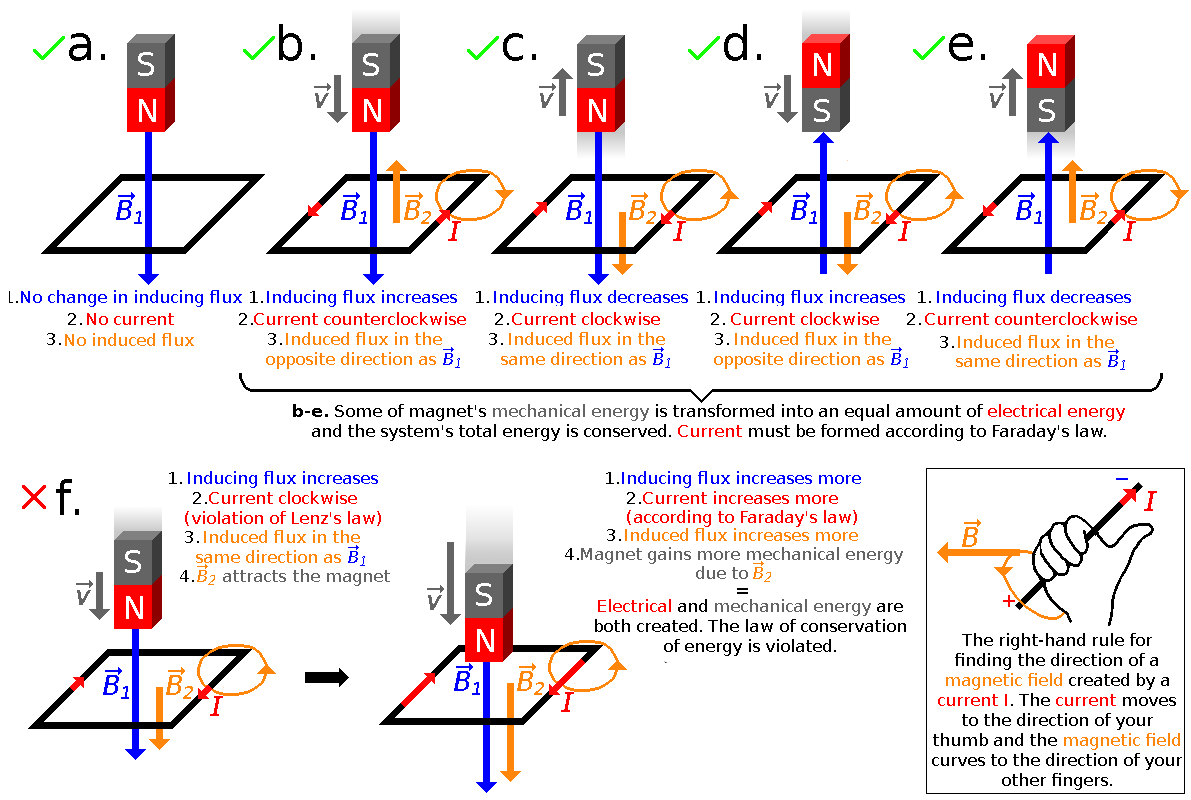

렌츠의 법칙(영어: Lenz's law)은 1834년 독일의 물리학자 하인리히 렌츠에 의해 발견되었다. 이 법칙은 유도 기전력의 방향이 다음과 같은 관계를 따른다는 것을 보여준다.
전기 회로에서 발생하는 유도 기전력은 폐회로를 통과하는 자속의 변화에 반하는 유도 자기장을 만드는 방향으로 발생한다. 예를 들어, 폐회로를 통과하는 자속이 감소할 경우 이를 증가시킬 수 있는 유도 자기장을 만들기 위해, 유도 전류가 그에 맞는 방향으로 흐르게 된다. 즉, 자석이 움직이는 것을 방해하는 방향으로 유도 전류가 흐른다.
맥스웰 방정식의 패러데이 법칙에서 렌츠의 법칙은 (-)부호로 나타난다.
{\displaystyle \nabla \times \mathbf {E} =-{\frac {\partial \mathbf {B} }{\partial t}}}

## 같이 보기
- 패러데이 법칙
- 맥스웰 방정식